# Gradi del jiu jitsu brasiliano
Ci sono tre ragioni principali per l'utilizzo di cinture nel Jiu jitsu brasiliano (aiutare a capire il livello di qualità di uno studente, capire a quale livello deve gareggiare lo studente e infine capire il livello di insegnamento): esso, infatti, è una delle pochissime arti marziali in cui a uno studente è permesso insegnare anche se non ha ancora ottenuto la cintura nera.
I neofiti, sia adulti sia bambini, partono tutti dalla cintura bianca; per i primi a ogni cintura vengono assegnati quattro gradi e il tempo minimo per poter passare da una cintura all'altra è il seguente:
- da blu a viola: due anni;
- da viola a marrone: un anno e mezzo;
- da marrone a nera (I° dan): un anno.

Il criterio per il passaggio di cintura varia tuttavia da maestro a maestro e dipende dalle caratteristiche dell'allievo: un agonista, ad esempio, terrà per più tempo ogni cintura in modo da essere più competitivo nei tornei, mentre per un "non agonista" si potrà utilizzare un criterio meno rigido.
Altri fattori molto importanti sono poi l'età dell'atleta, l'importanza del suo ruolo in palestra, la costanza e l'impegno negli allenamenti; tali criteri, comunque, non sono rigidi: l'artista marziale misto statunitense B.J. Penn, ad esempio, ha conquistato la cintura nera in soli tre anni vincendo ogni tipo di competizione ed essendo stato il primo non brasiliano a vincere il mondiale.
Per i bambini ci sono ulteriori colori intermedi tra la bianca e la blu (che può essere indossata solo dopo aver compiuto i sedici anni di età) e cioè le cinture grigia, gialla, arancione e verde. Tali cinture hanno progressione annuale e prevedono diversi gradi intermedi.
La progressione dopo la cintura nera avviene per dan, come nelle altre arti marziali; il Jiu jitsu brasiliano prevede, in particolare, dieci dan:
- dal primo al sesto dan la cintura è nera;
- al raggiungimento del settimo dan si indossa la cintura rossa e nera;
- al raggiungimento dell'ottavo dan si indossa la cintura rossa e bianca;
- per il nono e il decimo dan si indossa la cintura rossa.

Secondo il sito ufficiale dell'International Brazilian Jiu-Jitsu il tempo necessario per passare dalla cintura nera (I dan) a quella rossa e nera (VII dan) è di trentun anni, per indossare la cintura rossa e bianca ci vogliono ulteriori sette anni, altri dieci infine per raggiungere la cintura rossa (IX dan).

## Progressione delle cinture
Bambini (fino a quindici anni)
- Bianca
- Grigia
- Gialla
- Arancione
- Verde

Adulti (da sedici anni)
- Blu
- Viola
- Marrone

Gradi superiori (oltre i diciannove anni)
- Dal primo al sesto dan: cintura nera
- Settimo dan: nera e rossa
- Ottavo dan: rossa e bianca
- Nono e decimo dan: rossa